# Japonia na Zimowych Igrzyskach Olimpijskich 1968
Japonię na Zimowych Igrzyskach Olimpijskich 1968 reprezentowało 61 zawodników: 52 mężczyzn i dziewięć kobiet. Był to ósmy start reprezentacji Japonii na zimowych igrzyskach olimpijskich.

## Skład kadry

### Biathlon
Mężczyźni
| Zawodnik                                             | Konkurencja         | czas biegu | Kary | Łączny czas | Pozycja |
| ---------------------------------------------------- | ------------------- | ---------- | ---- | ----------- | ------- |
| Miki Shibuya                                         | Bieg na 20 km       | 1:21:37,1  | 6:00 | 1:27:37,1   | 28.     |
| Isao Ono                                             | Bieg na 20 km       | 1:20:47,8  | 8:00 | 1:28:47,8   | 33.     |
| Shozo Okuyama                                        | Bieg na 20 km       | 1:21:51,0  | 7:00 | 1:28:51,0   | 34.     |
| Hajime Yoshimura                                     | Bieg na 20 km       | 1:23:5,5   | 9:00 | 1:32:05,5   | 43.     |
| Isao Ono Miki Shibuya Shozo Okuyama Hajime Yoshimura | Sztafeta 4 × 7,5 km | 2:35:21,0  | 9    | 2:35:21,0   | 13.     |

### Biegi narciarskie
Mężczyźni
| Zawodnik                                               | Konkurencja        | czas                     | Pozycja                  |
| ------------------------------------------------------ | ------------------ | ------------------------ | ------------------------ |
| Tokio Sato                                             | Bieg na 15 km      | 53:41,2                  | 50.                      |
| Akiyoshi Matsuoka                                      | Bieg na 15 km      | 54:46,2                  | 53.                      |
| Hiroshi Ogawa                                          | Bieg na 15 km      | 59:55,4                  | 65.                      |
| Kazuo Sato                                             | Bieg na 15 km      | Nie ukończył konkurencji | Nie ukończył konkurencji |
| Tokio Sato                                             | Bieg na 30 km      | 1:43:13,8                | 33.                      |
| Kazuo Sato                                             | Bieg na 30 km      | 1:46:12,4                | 45.                      |
| Tokio Sato                                             | Bieg na 50 km      | 2:40:00,5                | 29.                      |
| Sotoo Okushiba                                         | Bieg na 50 km      |                          | 38.                      |
| Tokio Sato Sotoo Okushiba Kazuo Sato Akiyoshi Matsuoka | Sztafeta 4 × 10 km | 2:20:54,8                | 10.                      |

Kobiety
| Zawodnik    | Konkurencja   | czas    | Pozycja |
| ----------- | ------------- | ------- | ------- |
| Fujiko Kato | Bieg na 5 km  | 18:28,2 | 32.     |
| Fujiko Kato | Bieg na 10 km | 40:40,0 | 23.     |

### Hokej na lodzie
Reprezentacja mężczyzn
| - Toshimitsu Otsubo - Katsuji Morishima - Isao Asai - Michihiro Sato - Takaaki Kaneiri - Hisashi Kasai - Toru Itabashi - Kenji Toriyabe - Minoru Ito |  | - Takeshi Akiba - Kimihisa Kudo - Mamoru Takashima - Koji Iwamoto - Yutaka Ebina - Takao Hikigi - Toru Okajima - Kazuo Matsuda - Nobuhiro Araki |

Reprezentacja Japonii brała udział w rozgrywkach grupy B (pocieszenia) turnieju olimpijskiego, zajmując w niej drugie miejsce. Ostatecznie reprezentacja Japonii zajęła 10. miejsce.

#### Grupa B
| Drużyna    | M | Mecze | Mecze | Mecze | Bramki | Bramki | Bramki | Pkt |
| Drużyna    | M | W     | R     | P     | +      | -      | +/-    | Pkt |
| ---------- | - | ----- | ----- | ----- | ------ | ------ | ------ | --- |
| Jugosławia | 5 | 5     | 0     | 0     | 33     | 9      | +24    | 10  |
| Japonia    | 5 | 4     | 0     | 1     | 27     | 12     | +15    | 8   |
| Norwegia   | 5 | 3     | 0     | 2     | 15     | 15     | 0      | 6   |
| Rumunia    | 5 | 2     | 0     | 3     | 22     | 23     | -1     | 4   |
| Austria    | 5 | 1     | 0     | 4     | 12     | 27     | -15    | 2   |
| Francja    | 5 | 0     | 0     | 5     | 9      | 32     | -23    | 0   |

Wyniki
| 7 lutego 1968 | Jugosławia | 5:1 | Japonia |  |

|  |  |  |  |  |

| 10 lutego 1968 | Japonia | 4:0 | Norwegia |  |

|  |  |  |  |  |

| 12 lutego 1968 | Japonia | 5:4 | Rumunia |  |

|  |  |  |  |  |

| 14 lutego 1968 | Norwegia | 4:3 | Japonia |  |

| Godzina: 10:00 |

| 15 lutego 1968 | Japonia | 11:1 | Austria |  |

|  |  |  |  |  |

--

### Kombinacja norweska
Mężczyźni
| Zawodnik         | Konkurencja   | Bieg narciarski | Bieg narciarski | Bieg narciarski | Skoki narciarskie | Skoki narciarskie | Skoki narciarskie | Skoki narciarskie | Skoki narciarskie | Skoki narciarskie | Skoki narciarskie | Skoki narciarskie | Łącznie | Pozycja |
| Zawodnik         | Konkurencja   | Czas biegu      | Pozycja         | Punkty          | Skok 1            | Nota              | Skok 2            | Nota              | Skok 3            | Nota              | Punkty            | Pozycja           | Łącznie | Pozycja |
| ---------------- | ------------- | --------------- | --------------- | --------------- | ----------------- | ----------------- | ----------------- | ----------------- | ----------------- | ----------------- | ----------------- | ----------------- | ------- | ------- |
| Hiroshi Itagaki  | Indywidualnie | 53:26,2         | 29.             | 177,25          | 74,0              | 78,7              | 73,5              | 115,4             | 76,0              | 122,0             | 237,4             | 2.                | 414,65  | 10.     |
| Akemi Taniguchi  | Indywidualnie | 55:04,5         | 39.             | 158,74          | 73,0              | 114,4             | 72,5              | 110,0             | 72,5              | 109,1             | 224,4             | 4.                | 383,14  | 23.     |
| Katsutoshi Okubo | Indywidualnie | 52:33,1         | 26.             | 187,43          | 66,0              | 96,2              | 69,5              | 98,6              | 66,0              | 90,1              | 194,8             | 23.               | 382,23  | 24.     |
| Masatoshi Suto   | Indywidualnie | 53:32,6         | 31.             | 176,03          | 62,0              | 87,3              | 66,0              | 95,7              | 60,5              | 72,2              | 183,0             | 30.               | 359,03  | 31.     |

### Łyżwiarstwo figurowe
| Zawodnik         | Konkurencja | Nota   | Pozycja |
| ---------------- | ----------- | ------ | ------- |
| Kumiko Okawa     | Solistki    | 1763,6 | 8.      |
| Kazumi Yamashita | Solistki    | 1639,0 | 14.     |
| Haruko Ishida    | Solistki    | 1552,7 | 26.     |
| Tsuguhiko Kozuka | Soliści     | 1584,0 | 21.     |
| Yutaka Higuchi   | Soliści     | 1529,6 | 25.     |

### Łyżwiarstwo szybkie
Mężczyźni
| Zawodnik         | Konkurencja   | Konkurencja   | Konkurencja    | Konkurencja    | Konkurencja    | Konkurencja    | Konkurencja      | Konkurencja      |
| Zawodnik         | Bieg na 500 m | Bieg na 500 m | Bieg na 1500 m | Bieg na 1500 m | Bieg na 5000 m | Bieg na 5000 m | Bieg na 10 000 m | Bieg na 10 000 m |
| Zawodnik         | Czas          | Miejsce       | Czas           | Miejsce        | Czas           | Miejsce        | Czas             | Miejsce          |
| ---------------- | ------------- | ------------- | -------------- | -------------- | -------------- | -------------- | ---------------- | ---------------- |
| Keiichi Suzuki   | 40,8          | 8.            | 2:13,1         | 31.            |                |                |                  |                  |
| Masaki Suzuki    | 41,2          | 15.           | 2:14,8         | 40.            |                |                |                  |                  |
| Tamio Dejima     | 42,6          | 33.           |                |                |                |                |                  |                  |
| Takayuki Hida    | 42,9          | 37.           |                |                |                |                |                  |                  |
| Tadao Ishihata   |               |               | 2:12,7         | 30.            | 7:55,8         | 22.            |                  |                  |
| Mutsuhiko Maeda  |               |               | 2:14,8         | 40.            | 8:08,3         | 33.            |                  |                  |
| Yoshiaki Demachi |               |               |                |                | 7:55,6         | 21.            | 16:54,6          | 22.              |
| Hirofumi Otsuka  |               |               |                |                |                |                | 17:38,8          | 28.              |

Kobiety
| Zawodnik      | Konkurencja           | Konkurencja           | Konkurencja    | Konkurencja    | Konkurencja    | Konkurencja    | Konkurencja    | Konkurencja    |
| Zawodnik      | Bieg na 500 m         | Bieg na 500 m         | Bieg na 1000 m | Bieg na 1000 m | Bieg na 1500 m | Bieg na 1500 m | Bieg na 3000 m | Bieg na 3000 m |
| Zawodnik      | Czas                  | Miejsce               | Czas           | Miejsce        | Czas           | Miejsce        | Czas           | Miejsce        |
| ------------- | --------------------- | --------------------- | -------------- | -------------- | -------------- | -------------- | -------------- | -------------- |
| Misae Takeda  | 49,4                  | 25.                   | 1:40,4         | 25.            |                |                |                |                |
| Kaname Ide    | 50,0                  | 27.                   |                |                | 2:34,2         | 23.            | 5:27,9         | 21.            |
| Sachiko Saito | Nie ukończyła wyścigu | Nie ukończyła wyścigu | 1:41,0         | 26.            | 2:31,4         | 18.            |                |                |
| Jitsuko Saito |                       |                       |                |                | 2:36,6         | 26.            | 5:27,8         | 20.            |

### Narciarstwo alpejskie
Mężczyźni
| Zawodnik           | Konkurencja | Konkurencja | Konkurencja         | Konkurencja              | Konkurencja              | Konkurencja              | Konkurencja           | Konkurencja           | Konkurencja           | Konkurencja           |
| Zawodnik           | Zjazd       | Zjazd       | Slalom gigant       | Slalom gigant            | Slalom gigant            | Slalom gigant            | Slalom specjalny      | Slalom specjalny      | Slalom specjalny      | Slalom specjalny      |
| Zawodnik           | Czas        | Pozycja     | Czas 1-go przejazdu | Czas 2-go przejazdu      | Czas                     | Pozycje                  | Czas 1-go przejazdu   | Czas 2-go przejazdu   | Czas łączny           | Pozycja               |
| ------------------ | ----------- | ----------- | ------------------- | ------------------------ | ------------------------ | ------------------------ | --------------------- | --------------------- | --------------------- | --------------------- |
| Tsuneo Noto        | 2:10,32     | 45.         | 1:54,10             | 1:52,55                  | 3:46,65                  | 40.                      | Odpadł w eliminacjach | Odpadł w eliminacjach | Odpadł w eliminacjach | Odpadł w eliminacjach |
| Yoshiharu Fukuhara | 2:14,09     | 54.         | 1:53,96             | 1:58,01                  | 3:51,97                  | 50.                      | Odpadł w eliminacjach | Odpadł w eliminacjach | Odpadł w eliminacjach | Odpadł w eliminacjach |
| Hitonari Maruyama  | 2:18,04     | 59.         |                     |                          |                          |                          |                       |                       |                       |                       |
| Juichi Maruyama    | 2:19,33     | 64.         |                     |                          |                          |                          |                       |                       |                       |                       |
| Yoshinari Kida     |             |             | Dyskwalifikacja     | Nie ukończył konkurencji | Nie ukończył konkurencji | Nie ukończył konkurencji | Odpadł w eliminacjach | Odpadł w eliminacjach | Odpadł w eliminacjach | Odpadł w eliminacjach |
| Tomio Sasaki       |             |             | 1:53,16             | 1:56,99                  | 3:50,15                  | 47.                      | Odpadł w eliminacjach | Odpadł w eliminacjach | Odpadł w eliminacjach | Odpadł w eliminacjach |

Kobiety
| Zawodniczka  | Konkurencja | Konkurencja | Konkurencja   | Konkurencja   | Konkurencja         | Konkurencja         | Konkurencja      | Konkurencja      |
| Zawodniczka  | Zjazd       | Zjazd       | Slalom gigant | Slalom gigant | Slalom specjalny    | Slalom specjalny    | Slalom specjalny | Slalom specjalny |
| Zawodniczka  | Czas        | Pozycja     | Czas          | Pozycja       | Czas 1-go przejazdu | Czas 2-go przejazdu | Czas łączny      | Pozycja          |
| ------------ | ----------- | ----------- | ------------- | ------------- | ------------------- | ------------------- | ---------------- | ---------------- |
| Mihoko Otsue | 1:51,60     | 34.         | 2:10,56       | 36.           | 46,78               | 1:04,59             | 1:51,37          | 31.              |

### Skoki narciarskie
Mężczyźni
| Konkurencja            | Skoczek          | Skok 1    | Skok 1 | Skok 2    | Skok 2 | Nota  | Pozycja |
| Konkurencja            | Skoczek          | odległość | Nota   | odległość | Nota   | Nota  | Pozycja |
| ---------------------- | ---------------- | --------- | ------ | --------- | ------ | ----- | ------- |
| Skocznia normalna K-70 | Yukio Kasaya     | 71,0      | 95,4   | 72,0      | 101,0  | 196,6 | 23.     |
| Skocznia normalna K-70 | Akitsugu Konno   | 72,5      | 101,3  | 69,5      | 95,0   | 196,3 | 24.     |
| Skocznia normalna K-70 | Takashi Fujisawa | 73,0      | 100,6  | 71,0      | 93,9   | 194,5 | 26.     |
| Skocznia normalna K-70 | Masakatsu Asari  | 72,5      | 100,8  | 59,5      | 69,0   | 169,8 | 47.     |
| Skocznia duża K-90     | Takashi Fujisawa | 101,0     | 116,8  | 82,5      | 75,9   | 192,7 | 18.     |
| Skocznia duża K-90     | Akitsugu Konno   | 91,5      | 95,5   | 90,5      | 95,6   | 191,1 | 20.     |
| Skocznia duża K-90     | Yukio Kasaya     | 91,0      | 97,3   | 88,5      | 93,8   | 191,1 | 20.     |
| Skocznia duża K-90     | Seiji Aochi      | 90,5      | 94,6   | 87,5      | 90,4   | 185,0 | 26.     |